# Claremont (Dakota du Sud)
Pour les articles homonymes, voir Claremont.
Claremont est une municipalité américaine située dans le comté de Brown, dans l'État du Dakota du Sud.
Fondée en 1886 lors de l'arrivée du Great Northern Railway, la localité doit probablement son nom à Claremont dans le New Hampshire.

## Démographie
Selon le recensement de 2010, Claremont compte 127 habitants. La municipalité s'étend sur 0,26 milles carrés (0,67 km2).
| 1890 | 1900 | 1910 | 1920 | 1930 | 1940 |
| ---- | ---- | ---- | ---- | ---- | ---- |
| 121  | 120  | 294  | 290  | 285  | 271  |

| 1950 | 1960 | 1970 | 1980 | 1990 | 2000 |
| ---- | ---- | ---- | ---- | ---- | ---- |
| 236  | 247  | 214  | 180  | 135  | 130  |

| 2010 | - | - | - | - | - |
| ---- | - | - | - | - | - |
| 127  | - | - | - | - | - |